# Polémique sur le nom du quartier de la Négresse

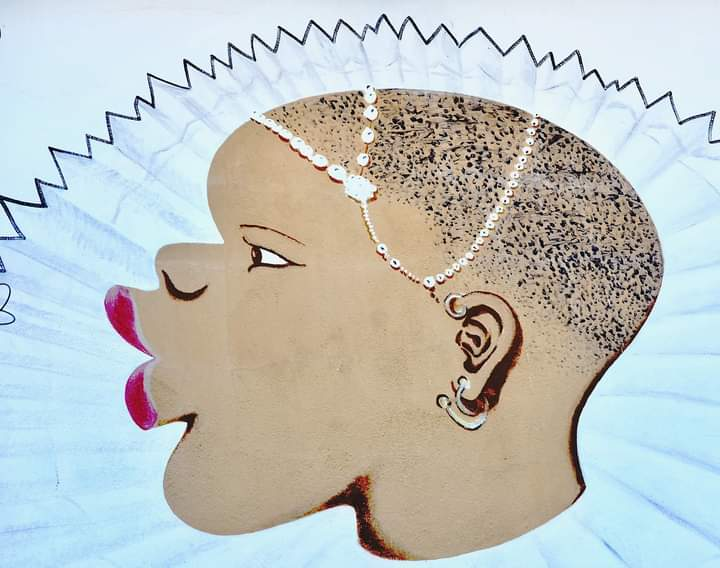
Enseigne stéréotypée d'une boutique de tissu du quartier de la Négresse.

La polémique sur le nom du quartier de la Négresse concerne l'utilisation du mot « négresse » dans le nom du quartier de la Négresse de la ville de Biarritz, en France. Ce terme, qui renvoie au passé esclavagiste du port voisin de Bayonne, a une connotation péjorative et est aujourd'hui jugé raciste pour désigner une personne noire. Également, cette dénomination s'accompagne de représentations stéréotypées de femmes noires, visibles dans le quartier, sur des enseignes et sur le logo, aujourd'hui retiré, des « fêtes de la Négresse ».
Depuis 2013, certains élus locaux et associations antiracistes demandent que le quartier soit renommé (« l'Antillaise » ou « l'Africaine »), ou retrouve son nom basque d'origine : Harrausta. Après plusieurs actions infructueuses, la cour administrative d'appel affirme le 6 février 2025 que, « quelles que soient l’origine supposée de cette appellation et sa dimension historique », celle-ci porte bien « atteinte à la dignité de la personne humaine » et intime à la ville de Biarritz d’abandonner le nom de « la Négresse » sous trois mois. Le 5 mai 2025, le conseil municipal abroge bien les deux délibérations ayant attribué le nom de « la Négresse » au quartier et à une rue, mais ne vote un nouveau nom que pour la rue, rebaptisée « rue de l'Allégresse ». Pour le quartier en revanche, la maire Maider Arosteguy (LR) refuse de le renommer et estime qu'il s'agît désormais d'un « nom d'usage qui n'a pas de qualification administrative ». En conséquence, elle compte bien laisser dans le quartier tous les panneaux portant la mention de « la Négresse », estimant qu'« aucune décision n'oblige à enlever les mots La Négresse sur le reste de l'espace public ».

## Origine et évolution du nom du quartier

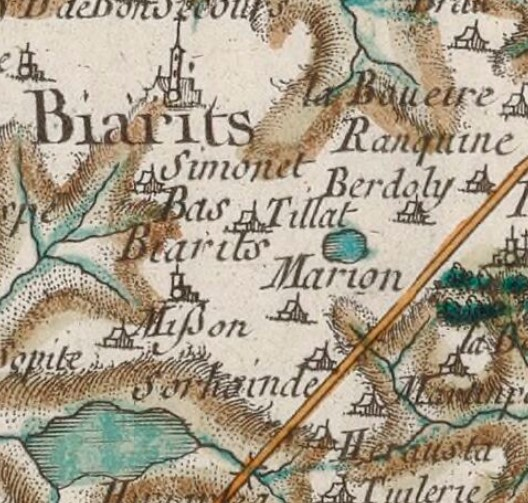
Lieu-dit Harrausta (orthographié ici Herausta, en bas à droite) sur une carte de Cassini en 1771.

### Toponyme originel
Ce quartier excentré de Biarritz tire son nom d'un toponyme basque Harrausta, encore utilisé par les bascophones âgés. Relevé dès le XVIIe siècle sous les formes approchées Harosta, Harausta, Herausta, son nom a été transmis à l'auberge Harausta qui s'y trouvait puis à une rue du quartier.

### Une femme noire originaire des colonies d'Amérique
Au début du XIXe siècle, travaille dans l'auberge une femme noire. À cette époque, Bayonne est encore un port négrier, d'où des armateurs organisent des expéditions de traite,.
Des recherches historiques ont montré récemment que cette femme a vécu dans le quartier entre 1810 et 1814, et qu'elle a été amenée dans l'hexagone par un colon d'Amérique. D'autres documents officiels font état d'une auberge appelée « La Négresse » dans les années 1850, et dont le propriétaire était issu d'une famille impliquée dans le trafic négrier.
Ce sont les soldats de la Grande Armée de Napoléon Ier qui, de passage à Biarritz après leur déroute en Espagne en 1813-1814, donnèrent à cette femme le sobriquet de « la Négresse ».
Selon un comité de spécialistes comprenant les historiens Jean-Loup Ménochet, Jacques de Cauna et André Duquesne, ainsi que les linguistes des langues basque et du gasconne, Charles Bidegain et Miqueu Baris, il y a même eu au moins deux femmes appelées « la Négresse » à Biarritz. Deux lieux-dits portaient ce nom en 1840, l'un au niveau de la fameuse auberge mentionnée par Joseph Laborde, et l'autre à la maison Sorhondo, propriété de Gérard Rodriguez, un capitaine de marine ayant des liens avec la colonie de Saint-Domingue. Ce dernier a eu un enfant avec une femme esclave, Marie-Rose, enfant reconnu qui porte son nom.

### Attribution officielle du nom au quartier
La ville de Biarritz a ensuite, par délibération municipale du 22 octobre 1861, donné le nom de « la Négresse » au quartier. Selon l'historien Egoitz Urrutikoetxea, l'attribution officielle de ce nom s'inscrit dans un contexte de dénigrement de la langue basque, écartée de la culture dominante du XIXe siècle.
Plus d'un siècle plus tard, le 1er juillet 1986, c'est par un vote du conseil municipal que la nouvelle voie desservant la zone artisanale est dénommée « rue de La Négresse ».

### Premiers changements de noms dans le quartier
La gare de Biarritz (anciennement gare de Biarritz-La Négresse), a depuis retiré le mot « Négresse » de sa dénomination publique. De même, sur le boulevard Marcel Dassault, l'arrêt de bus Biarritz - La Négresse est devenu en 2018 l'arrêt Viaduc - Gare de Biarritz.
En août 2021, ce sont les nouveaux propriétaires de la pharmacie, anciennement Pharmacie de la Négresse, qui retirent de leur devanture le mot de « Négresse ».

### L'hypothèse d'une expression gasconne
L'Académie gasconne Bayonne-Adour émet en 2020 l'hypothèse que le nom du quartier soit une déformation du toponyme « Lana Gresa » (lande d'argile) en gascon, bien qu'aucun document ne puisse l'attester.
Cette hypothèse a depuis été réfutée par des historiens, avant d'être à nouveau étudiée par des linguistes pour qui la présence d'argile dans le sol expliquerait l'installation de potiers et tuileries dans le quartier, et l'usage des toponymes « Lane Grese » ou « Lana Gresa ».

## Localisation

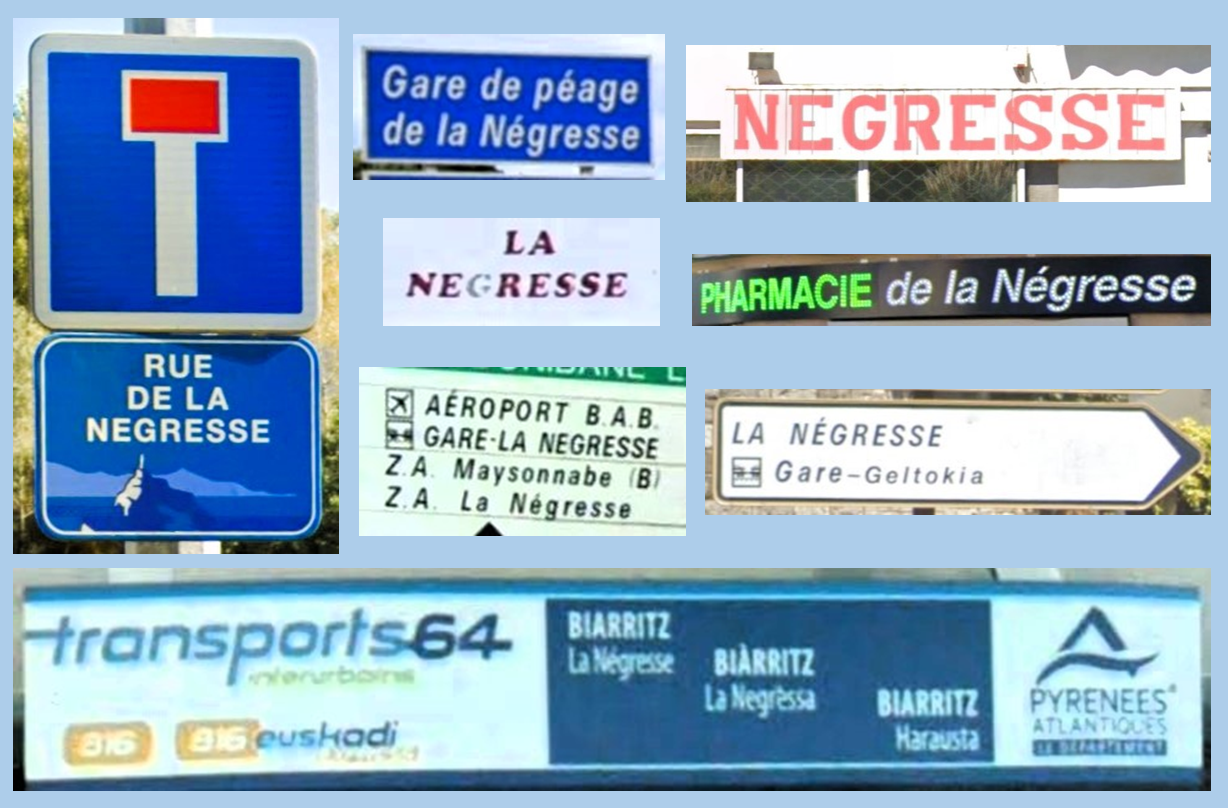
Pancartes et enseignes du quartier La Négresse.

Le quartier de la Négresse se situe au sud de la ville de Biarritz. De nombreux lieux et enseignes arborent le nom de « la Négresse » dans le quartier (garage de la Négresse, rue de la Négresse, gymnase de la Négresse, péage autoroutier de la Négresse), de même qu'une rue porte encore le nom d'« Harausta ».

## Débats et campagnes autour du changement du nom

### Occultation temporaire pendant un sommet franco-africain
Lorsque Biarritz accueille en 1994 le sommet franco-africain, un grand panneau indique alors Les docks de la Négresse en bout de piste de l'Aéroport de Biarritz-Pays Basque. Le maire de l'époque, Didier Borotra (UDF), propose au ministère des Affaires étrangères, dirigé par Alain Juppé, de le retirer. Ce dernier refuse catégoriquement. Les plaques ayant trait au quartier sont toutefois voilées temporairement.

### Premières demandes officielles de changement de nom
En mars 2013, considérant que ce nom rappelle l'époque de l'esclavage, l'élu socialiste de Biarritz, Galéry Gourret, demande au conseil municipal de Didier Borotra (MoDem) que le quartier soit rebaptisé. Après consultation des conseils de quartier, majoritairement favorables au statu quo, le conseil municipal rejette la demande.
En 2015, à la suite d'une banderole annonçant les « fêtes de la Négresse », et arborant le dessin stéréotypé d'une femme noire, le débat sur la connotation du nom prend une dimension nationale. Alain Jakubowicz, président de la Licra, demande alors que le quartier soit renommé. L'association Mémoires & Partages apporte alors son soutien à la démarche et souhaite même s'inviter aux fêtes pour discuter avec les organisateurs.
La requête, jugée « ridicule » par le maire Michel Veunac (MoDem), est à nouveau rejetée. Un sondage libre est organisé sur le site internet du journal Sud Ouest, avec 94,3 % des 6 181 participants en faveur du maintien du nom.

### Relance du débat par l'association Mémoires et Partages

#### Manifestation en gare de Biarritz et interpellation de Karfa Diallo
Sollicitée par l'ancien élu biarrot Galéry Gourret-Houssein, l'association Mémoires & Partages apporte son soutien à la demande de changement de nom. Le 22 août 2019, profitant de la tenue du 45e sommet du G7 à Biarritz, l'écrivain et militant Karfa Diallo, accompagné de Galéry Gourret-Houssein et quelques membres de l'association Mémoires & Partages, organise un happening devant la gare de la ville pour interpeller les habitants sur la dénomination du quartier. Selon eux, le sobriquet de « négresse » comporte une connotation raciste et péjorative, et constitue une offense et une humiliation envers les personnes noires. Cette dénomination s'accompagne de représentations caricaturales dans l'espace public (fresques commerciales, logo des fêtes de la Négresse). Pour Karfa Diallo, cela « légitime une stigmatisation de la femme noire sous une forme d'hypersexualisation avec des fresques que l'on retrouve dans le quartier avec tous les stéréotypes racistes : lèvres pulpeuses, postérieur ample... Cette hypersexualisation de la femme noire ne fait que valider des clichés racistes et misogynes dans l'espace public ».
Karfa Diallo fait également part de son incompréhension : « nous savons que la ville de Biarritz et ses habitants ne sont pas racistes, alors pourquoi laisser ce nom ? ». Il réclame donc, soit que le quartier reprenne son nom basque initial d'Harausta, soit que la mairie installe des plaques explicatives pour plus de pédagogie, « à l'instar des institutions qui partout dans le monde s'engagent à déconstruire les dominations héritées des crimes du passé, la ville de Biarritz s'honorerait à rentrer dans cette œuvre de mémoire et de justice ».
La manifestation en gare de Biarritz est interrompue par l'interpellation violente effectuée par le commissaire Matthieu Valet, et le placement en garde à vue pendant 24 heures de Karfa Diallo, qui est ensuite poursuivi pour rébellion devant le tribunal correctionnel de Bayonne. Il est alors soutenu par un important comité comprenant plusieurs partis ou associations (EELV Aquitaine, La France Insoumise, Solidaires étudiant-e-s Bordeaux, ou Darwin Climax Coalitions), des élus (dont Danièle Obono, Kalvin Soiresse Njall, Loïc Prud'homme, Pierre Laurent, Philippe Poutou, Michel Larive), ainsi que de nombreuses personnalités : Patrick Chamoiseau, Achille Mbembe, Jean-Louis Sagot-Duvauroux, Greg Germain, Hervé Le Corre, Doudou Diène, Firmine Richard, Dominique Sopo, Pap Ndiaye, Geneviève Fraisse, François Durpaire, Benjamin Stora, Serge Bilé, Saïd Bouamama, Catherine Coquery-Vidrovitch, Olympe Bhêly-Quenum, Françoise Vergès, Anne-Marie Garat, Patrick Girard-Haddad, Maha Abdelhamid, Aya Cissoko, William Adjete Wilson, Gabriel Okoundji, Isabelle Garo, Marie-Laure de Noray, Marie-Rose Abomo-Maurin, Thomas Deltombe,. Au-delà de la question des violences policières, ce comité soutient « le combat contre les dénominations racistes » telles que celle du quartier La Négresse. Karfa Diallo est jugé le 3 décembre 2020, et relaxé le 14 janvier 2021.

#### Nouvelle demande après changement d'équipe municipale
Le 10 octobre 2020, profitant du changement de direction à la mairie, à la suite des dernières élections municipales, l'association revient à Biarritz pour présenter à nouveau sa demande de rétablissement du nom basque d'origine du quartier. Ils sont reçus par Thomas Habas, attaché de cabinet de la nouvelle maire, Maider Arosteguy (LR). Parallèlement à cette rencontre, Karfa Diallo donne une conférence intitulée « Pourquoi le quartier de la Négresse doit retrouver son nom basque ? » au café Le Polo à Biarritz, et lance une visite guidée « Sur les traces de la Négresse de Biarritz ».
Le 31 octobre 2020, la maire, Maider Arosteguy, fait connaître sa réponse. Pour elle, la demande de changement de nom n'émane que de touristes ou d'associations étrangères à la ville. Elle ne voit donc aucune raison de redonner le nom d'Harausta au quartier, et considère au contraire que celui de « la Négresse » est même un hommage rendu à la personnalité dont le sobriquet a été donné comme nom au quartier : « C'était une femme chef d'entreprise, en fait, et je trouve très bien qu'un tel symbole perdure jusqu'à nous grâce au nom du quartier ». Cependant, si la maire refuse de revenir à l'ancien nom, elle reconnaît toutefois que « garder le nom tel quel, sans explication, pose bien évidemment problème ». Aussi, elle semble ouverte à la solution consistant à retrouver le vrai nom, ou prénom, de la femme noire surnommée « la Négresse ».
Certains élus biarrots affichent quant à eux clairement leur soutien à la demande de changement de nom, à l'image de la conseillère municipale d’opposition Lysiann Brao (EELV). Pour cette dernière, la définition du mot négresse est claire et renvoie à l'esclavage. Aussi, elle milite soit pour que le nom du quartier retrouve son nom basque, soit pour que des recherches historiques récupèrent le vrai nom de la femme noire qui a tenu l'auberge : « si on veut vraiment lui rendre hommage, il faut que le quartier porte son nom, pas seulement son surnom ». De même, l'écrivaine bayonnaise Marie Darrieussecq soutient le changement de nom et considère que le mot « négresse », utilisé et créé pour l'esclavage, représente une « insulte atroce ».
L'historien Jean-Yves Mollier comprend la démarche et pense aussi qu'il est temps de rebaptiser le quartier avec un accompagnement pédagogique. Tout comme la sociologue Marie-France Malonga, qui interroge : « imaginez si on appelait un lieu le “quartier du Youpin”, le “quartier du Bougnoule”, du “Chinetoque” ».

#### Péage autoroutier et fêtes de la Négresse
En 2022, l'association Mémoires et Partages, dirigée par Karfa Diallo, relance la société d'autoroute Vinci pour qu'elle rebaptise sa sortie et son péage sur l'autoroute A63.
De même, en réaction au visuel stéréotypé choisi par le Comité des fêtes de la Négresse, l'association obtient que les organisateurs de ces fêtes l'abandonnent dans un souci d'apaisement.

### Démarches de l'association féministe Les Bask'Elles
Les Bask'Elles, association féministe locale, prépare une exposition itinérante intitulée Chemin pour l'égalité : les femmes de l'ombre à la lumière. Refusant de participer à la polémique, elles ont entrepris des recherches historiques et espèrent retrouver le vrai nom de la femme noire dont le quartier de la Négresse a gardé le souvenir.
Patrick Serres, président de l'association anti-raciste Mémoires et Partages, regrette de son côté que « cette association Bask'Elles qui veut faire sortir les femmes de l'ombre, se refuse à dénoncer l'appellation raciste du quartier tout en se servant de cette actualité pour faire connaître leur cause ».

### Action en justice

#### Au tribunal administratif de Pau
En octobre 2020, l'association Mémoires et Partages, par l'intermédiaire de son avocat, Me William Bourdon, adresse un courrier formel à la maire de Biarritz, laissant à celle-ci un délai de deux mois pour agir sur la dénomination du quartier, avant le lancement d'une action en justice. Dans ce courrier, Me Bourdon affirme que « cette demande s'inscrit dans un mouvement de prise de conscience – tant à l'échelle nationale qu'internationale – de la nécessité de s'interroger sur la subsistance dans nos sociétés de traces d'événements aujourd'hui justement qualifiés de crimes contre l'humanité ». À titre d'exemple, il cite notamment le cas de la Commission de toponymie du Québec qui, en 2015, a annoncé le changement de nom de onze lieux contenant le mot « nègre », en français ou en anglais, estimant qu’ils étaient susceptibles de « porter atteinte à la dignité des membres de la communauté noire ».
Le 2 décembre 2020, devant le refus de la mairie de mettre la problématique du nom de quartier à l'agenda du conseil municipal, l'association Mémoires et Partages saisit le tribunal administratif de Pau, afin qu'il contraigne la municipalité à revenir sur les délibérations « illégales » ayant octroyé le nom de « la Négresse » à un quartier et une rue de la commune,.

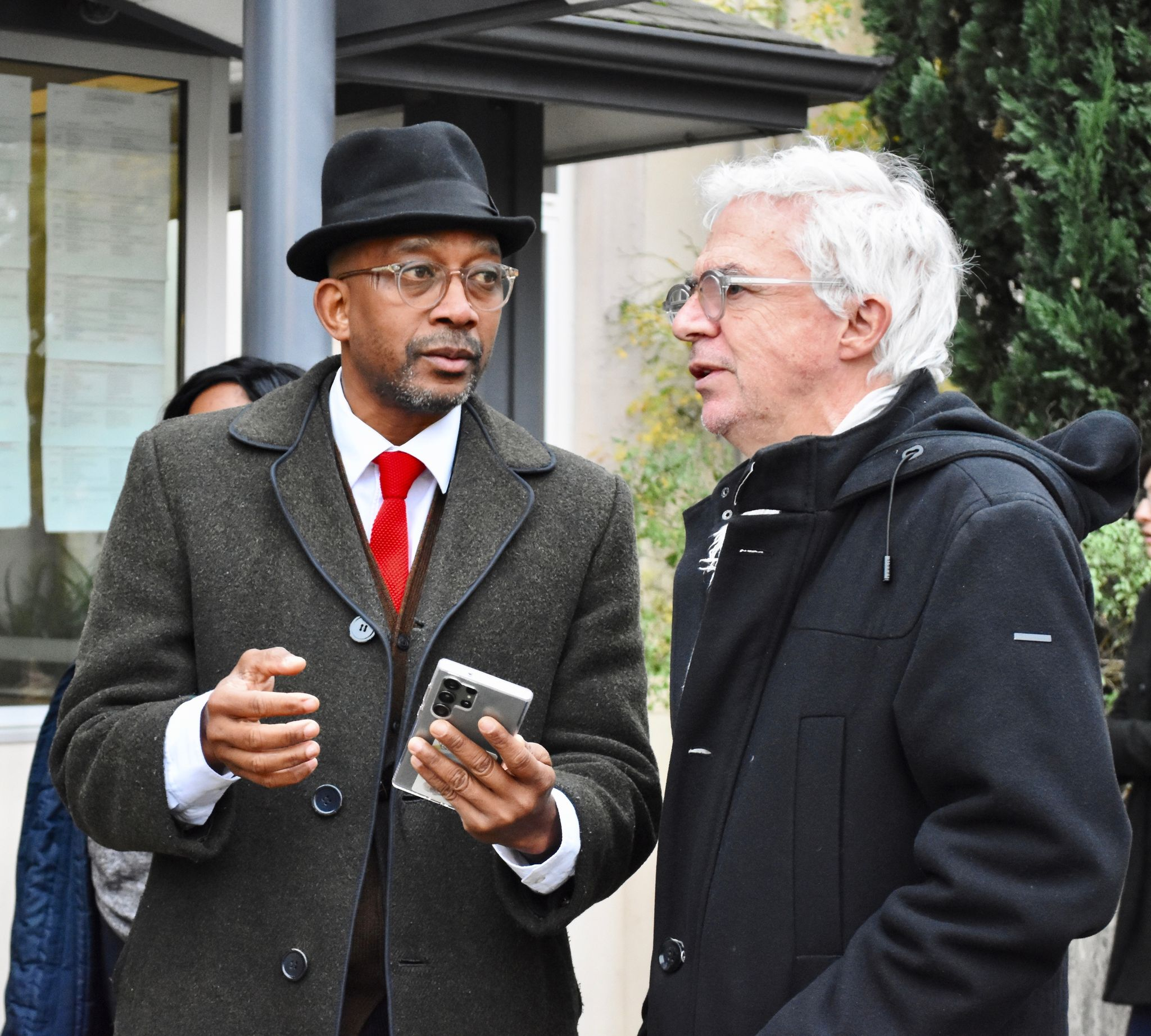
Karfa Diallo et devant le tribunal administratif de Pau, 7 décembre 2023.

Le procès s'ouvre le 7 décembre 2023, trois ans après le dépôt du recours. L'association Mémoires et Partages, représentée par Me William Bourdon, demande que la délibération municipale d'attribution du nom de « la Négresse » au quartier soit reconnue comme illégale. Elle invoque notamment la jurisprudence, pour qui « l'attribution d'un nom à un espace public ne doit être ni de nature à provoquer des troubles à l'ordre public, ni à heurter la sensibilité des personnes, ni à porter atteinte à l'image de la ville ou du quartier concerné ». Comme exemple, elle cite le rejet d’une rue André-Tisserand à Belfort, en 2016. Si Me Bourdon se défend de vouloir gommer l’histoire : « on ne veut pas faire disparaître les rues Colbert ou les librairies Blaise-Cendrars », il estime néanmoins que : « dans un espace public, l’appellation Négresse renvoie à une image racialisée, au passé colonial, à l’esclave ». Pour la rapporteure publique, « le terme est péjoratif et peut inciter le Conseil municipal à une modification de son propre chef ». Elle suggère toutefois aux juges de rejeter la requête de l'association Mémoires & Partages, estimant que ce nom « ne peut être retenu comme une atteinte à la dignité humaine ». Quant à Me Pierre Cambot, avocat de la ville de Biarritz, il affirme que le nom de La Négresse est « une marque de reconnaissance », concernant une femme « dont on ne sait si elle était noire ou brune » (malgré les dernières recherches historiques).
Par jugement du 21 décembre 2023, la juridiction administrative a débouté l'association de sa requête. Dans le jugement rendu, il est estimé « qu'en dépit de l’évolution sémantique du terme « négresse » depuis 1861 vers une connotation péjorative, la dénomination en cause ne pouvait être regardée comme portant atteinte au principe de sauvegarde de la dignité humaine ». Le tribunal souligne aussi que le conseil municipal de Biarritz a donné ce nom en 1861 dans une « perspective mémorielle, en hommage à la personne considérée et à l’histoire locale qui l’accompagne, et non dans le but de présenter de manière dégradante, humiliante ou avilissante une esclave ou descendante d’esclave à la peau noire ou de stigmatiser les membres d’une communauté pour un motif raciste ». Enfin, le tribunal a relevé « qu'il n'était pas établi, ni d’ailleurs allégué, que le nom « la Négresse », utilisé constamment depuis 150 ans, avait été de nature à heurter la sensibilité des habitants de la commune ».
Me William Bourdon déplore une décision « timorée » de la part du tribunal administratif « qui n'a pas pris ses responsabilités ». Selon lui, « ce terme est bien plus que péjoratif, il est raciste. Personne ne peut contester qu'une dénomination à caractère raciste ne soit pas attentatoire à la dignité ». L'association Mémoires et Partages annonce qu'elle va faire appel.

#### À la cour administrative d'appel de Bordeaux

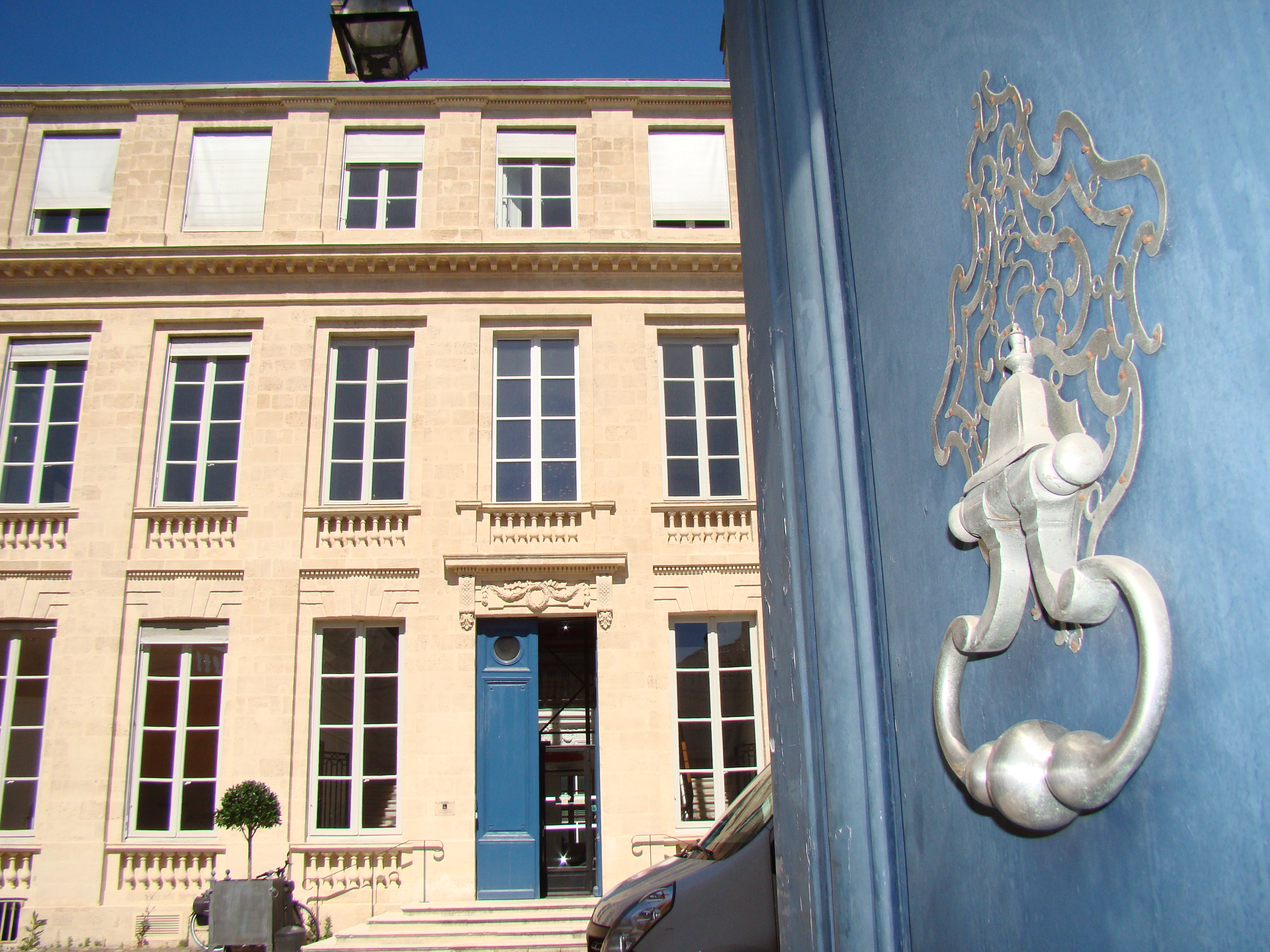
L'hôtel Nairac, siège de la cour administrative d'appel de Bordeaux et ancien hôtel particulier du plus grand armateur négrier de la ville.

Le procès en appel se tient le 16 janvier 2025 à la cour administrative d'appel de Bordeaux. Cette dernière siège dans l'hôtel Nairac, qui tire son nom de la famille Nairac, première maison d'armement négrier de Bordeaux,.
Dans ses conclusions remises à la cour, le rapporteur public va dans le sens de l'association Mémoires et Partages. Il demande l'annulation du jugement de première instance et l'abrogation des arrêtés municipaux (de 1861 et 1986) qui baptisent le quartier de la Négresse, « dénomination de nature à porter atteinte à la dignité humaine ». Il demande également le versement d’une somme de 1 500 euros à l’association. De son côté, maître Colomba Grossi, avocate de Mémoires et Partages, souhaite n'apporter que de « simple compléments ». Elle souligne notamment les « contradictions » du jugement rendu à Pau en 2023, et renvoie au choix effectué par la municipalité d’Aulnay-sous-Bois en 2014, qui avait débaptisé un carrefour également nommé « La Négresse »,.
Pour l’avocat de la mairie de Biarritz, maître Pierre Cambot, si le terme est indiscutablement « dégradant » et « discriminatoire », celui-ci renvoyait initialement à la « couleur de la personne, que l’on qualifiait objectivement de nègre », autrement dit « le nègre, c’est la personne originaire d’Afrique subsaharienne, rien de plus ! » Il exprime aussi son inquiétude sur les conséquences de la démarche : « si on commence comme ça, où s’arrête-t-on ? La croix gammée est un symbole qui a été avili par le nazisme. Fait-on des procès pour apologie du nazisme, notamment pour la croix basque ? »
À la sortie de l’audience, Karfa Diallo, directeur de l'association Mémoires et Partage, exprime son souhait d'un partenariat avec la municipalité : « nous préférons convaincre que contraindre, nous discutons en ce sens depuis plusieurs mois avec eux ». 
Dans son verdict du 6 février 2025, la cour administrative d'appel confirme que, « quelles que soient l’origine supposée de cette appellation et sa dimension historique », celle-ci porte bien « atteinte à la dignité de la personne humaine ». Elle somme donc la ville de Biarritz d’abandonner le nom de « la Négresse » pour ce quartier, et lui enjoint « de saisir, dans un délai de trois mois, le conseil municipal [...] pour qu’il procède à l’abrogation des délibérations » de 1861 et 1986 ayant attribué le nom de « la Négresse » au quartier puis à une rue,. L'association Mémoires & Partages salue une « décision historique ». Pour son directeur Karfa Diallo : « C’est le triomphe des valeurs de la République, c’est le refus de la banalisation du racisme, du sexisme ». De son côté, la maire LR de Biarritz, Maider Arosteguy, déplore que la justice ait « préféré rester sur une lecture contemporaine ». Elle annonce son intention de porter la décision devant le Conseil d’État, et rappelle que : « même si la justice nous impose le changement de nom, de toute façon les Biarrots continueront d’appeler [le quartier] comme ça ».
Dans un débat sur Ici Pays basque, le président de l'association Mémoires & Partages, Patrick Serres, avance des propositions pour renommer le quartier. Selon lui, les appellations « L'Antillaise » ou « L'Africaine » permettraient par exemple de conserver l'hommage historique à la femme noire, tout en garantissant la dignité de la personne humaine.
Depuis que le 6 février 2024, la cour a donné raison à l'association Mémoires et Partages, celle-ci et son directeur Karfa Diallo sont la cible de cyberharcèlements et menaces de mort. Une plainte contre X a été déposée. Karfa Diallo estime que la maire LR de Biarritz, Maider Arosteguy, attise les tensions,. De même, certains soutiens locaux du changement de nom refusent de s’exprimer publiquement, craignant de violentes réactions, notamment sur les réseaux sociaux.

#### Requête en rectification d'«erreur matérielle»
Au sujet de l'équipe municipale, prétextant ne pas retrouver de délibération officielle lui donnant le nom de « la Négresse », la ville de Biarritz émet une requête en rectification. Selon le recours : « On ne peut donc pas demander au Conseil municipal de le débaptiser puisqu’il ne l’a pas baptisé »,. Celui-ci est toutefois rejetée le 17 avril 2025 par la Cour administrative d'appel, considérant que la ville avait reconnu jusqu'ici l'existence d'une telle délibération. Le nom du quartier devra donc changer, à l'instar de la rue La Négresse. De son côté, Karfa Diallo a salué « la force de conviction des juges » qui n'ont pas suivi, fait assez rare, les recommandations du rapporteur public.

## La mairie renomme la rue mais maintient le nom du quartier
Après la décision de la Cour administrative d'appel de Bordeaux, la ville de Biarritz prend acte. Pour la maire Maider Arosteguy (LR) : « Je ne vais pas risquer l’inéligibilité à un an des municipales ! ».
Ainsi, au sujet de la rue de la Négresse, elle lance une consultation publique afin de choisir un nouveau nom pour la rue. Trois choix sont proposés : rue Lana gresa (se prononce « lane greuse » et signifie lande d’argile en gascon) ; rue Buztinlurra (signifie la terre argileuse en basque) et rue de l’Allégresse (paronyme). Avec 51% des 2 018 votes, dont 59 % de Biarrots, c'est la dénomination « rue de l'Allégresse » qui est retenue .
Le 5 mai 2025, par un vote à bulletin secret (à la demande d'une partie des élus), le conseil municipal abroge bien les deux délibérations ayant attribué le nom de « la Négresse » au quartier et à une rue. Toutefois, il ne vote un nouveau nom que pour la rue. Bien qu'invoquant l'importance de la dimension historique des noms de lieu, la mairie choisit plutôt un paronyme, et la rue est rebaptisée officiellement « rue de l'Allégresse »,.
Pour le quartier en revanche, la mairie refuse de le renommer, invoquant le Code général des collectivités territoriales, dans lequel une commune n'a pas d'obligation de dénommer un quartier. Pour la maire Maider Arosteguy, il s'agit d'un « nom d'usage, qui n'a pas de qualification administrative ». En conséquence, elle compte bien laisser dans le quartier tous les panneaux portant la mention de « la Négresse », estimant qu'« aucune décision n'oblige à enlever les mots La Négresse sur le reste de l'espace public »,.